# Doncamatic
Doncamatic è un singolo del gruppo musicale britannico Gorillaz, pubblicato nel novembre 2010 dalla Parlophone.
Il brano vede la partecipazione del cantante britannico Daley.

## Tracce
1. Doncamatic – 3:22
2. Doncamatic (Joker Remix) – 4:45